# Ronnie Kroell
Ronnie Kroell, né le 1er février 1983 à Chicago, est un mannequin, acteur et chanteur américain, connu pour son apparition dans la première saison de la série Make Me a Supermodel.

## Biographie
Kroell est né à Chicago, dans l'Illinois, et est allé à l'Université de Niles North à Skokie. Là-bas, il s'est intéressé au théâtre. Après une pause, il est allé au Collège Harper, obtenant son diplôme de science politique.

### Vie personnelle
Ronnie Kroell est gay. Ronnie a été l'invité d'honneur et/ou le grand marshal à la gay pride des États-Unis.

### Charité et campagnes publiques de sensibilisation
Ronnie Kroell est impliqué dans la charité et dans les campagnes de sensibilisation. Il a aussi participé à la campagne I talk about HIV/AIDS Because… (« Je parle de HIV/AIDS parce que… »).
De plus, Ronnie Kroell a travaillé avec la Gay & Lesbian Alliance Against Defamation (GLAAD), l'Human Rights Campaign, l'American Civil Liberties Union (ACLU), et la Latino Commission on AIDS (LCOA).